# Batalla de Las Cangrejeras
La batalla de Las Cangrejeras fue un enfrentamiento militar en el contexto de la Guerra de Arauco librada en el sur de Chile entre españoles y mapuches, el 15 de mayo de 1629. La batalla terminó en una importante victoria de los indígenas.
La batalla se libró en lo que en ese momento era el Estero Yumbel. En dicha área, donde ya no pasa dicho rio, en la actualidad, se ubica la localidad de Cambrales, perteneciente hoy a la comuna de Yumbel.

## Contexto histórico
Tras el fallecimiento del Gobernador Pedro Osores de Ulloa el 18 de septiembre de 1624, le sucedió en el gobierno interino de Francisco de Álava y Nureña con la amenaza de una invasión holandesa a Chile. Las defensas eran mínimas y fue una suerte de que los holandeses no atacaran.

### Fin de la Guerra defensiva

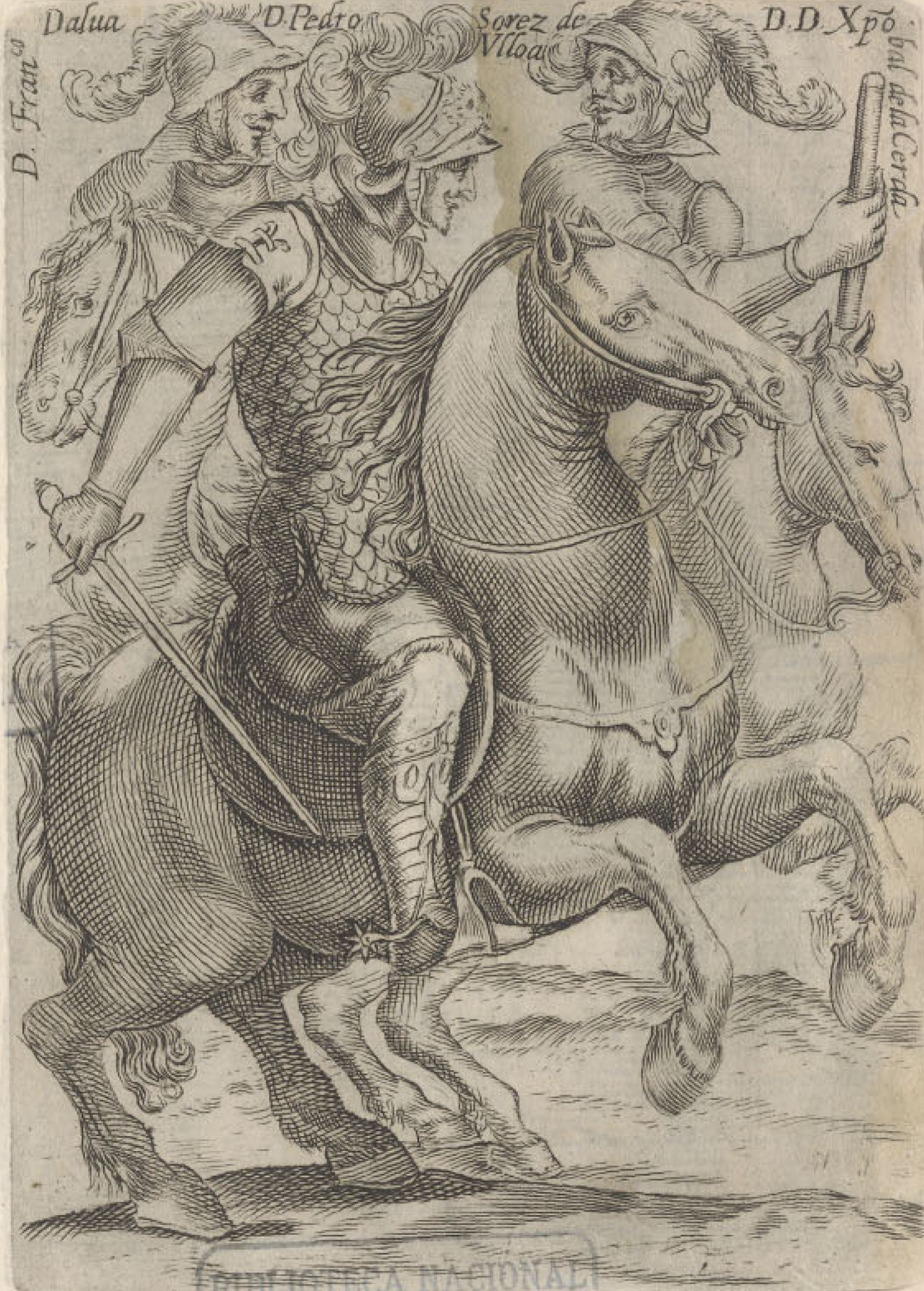
Los gobernadores Francisco de Álava y Nureña, Pedro Osores de Ulloa y Cristóbal de la Cerda, según la obra del padre Ovalle.

Apenas llegó a Lima la noticia del fallecimiento de Osores el Virrey se apresuró a nombrar Gobernador de Chile a su sobrino Luis Fernández de Córdoba y Arce. A pesar de la prohibición expresa de contratar parientes para impedir el nepotismo, se hizo una excepción por la brillante hoja de servicios militares y experiencia en América de Fernández de Córdoba. Miembro de la aristocracia andaluza y veinticuatro de Córdoba, dejó su situación en España para seguir a su tío cuando éste fue nombrado Virrey de México. En México fue nombrado sucesivamente comandante de los fuertes de San Juan de Ulúa, gobernador de Tlaxcala y General de la Flota que protegía el comercio con Filipinas. Estos méritos le iba a servir porque tendría que dar fin a la guerra defensiva contra los mapuches que se libraba por entonces. 
Su nombramiento se extendió el 4 de enero de 1625. Fernández de Córdoba tomó medidas inmediatas en los fuertes de Concepción, puso paz en la Audiencia suspendiendo al belicoso oidor Cristóbal de la Cerda e hizo pública la noticia que venía en camino una real cédula que ponía fin a la guerra defensiva. Esta guerra defensiva les había permitido a los mapuches recobrarse pues había suspendido el plan de pacificación gradual de Ribera con lo que los españoles perdieron definitivamente el territorio desde el río Biobío al sur. La evangelización que conllevó este periodo de guerra defensiva fue altamente ineficaz impidiendo, además, la colonización cultural que llevaba aparejada.

### Detiene la corrupción militar y comienza las campeadas contra los mapuches
La corrupción en los estamentos militares era inmensa y el nuevo gobernador debió luchar contra ella. Lo hizo de manera ejemplar al ordenar el corte de dos dedos y confinamiento en Chiloé al oficial mayor del veedor Pedro de Unzueta por cohecho. Inmediatamente comenzó con un sistema de campeadas, comprobadamente ineficaces ya que permitía a los mapuches organizar emboscadas. La guerra dirigida de esta manera no dio otros resultados que la captura de un número de indígenas los que fueron herrados en el cuerpo como esclavos y vendidos así por sus captores. Sus campañas incluyeron durante el verano de 1626 la persecución e intento de captura de Butapichón, aunque se logró capturar a caciques menores, ejecutándoseles, la expedición resultó un fracaso.
Por ello Butapichón, quién antes fue aliado de los españoles, no realizó ninguna ofensiva, pero el gobernador en la campaña de enero del año siguiente partió de Concepción a Yumbel y desde ahí ordeno al maestre de campo Córdova y Figueroa que marchara secretamente contra la región de Tucapel con 400 españoles y 150 yanaconas. A pesar de alguna resistencia, los locales escaparon a las montañas, capturándose 150 indios. En marzo el gobernador volvió a Concepción sin grandes éxitos en sus expediciones.

### Contraofensiva mapuche
Como era esperable, la contraofensiva mapuche no tardó en desencadenarse dirigida por el toqui Lientur que hasta ese momento había luchado en el lado español. A fines de 1627 Lientur sorprendió a una división de 300 españoles y 400 yanaconas que habían llegado al antiguo asentamiento de La Imperial. Fernández se vio obligado a retroceder, dando pie a una sublevación generalizada. Lo único que salvó a los españoles fue una epidemia de viruela y sarampión. 
En 1629 fueron atacados los alrededores de Chillán y el Fuerte de Nacimiento por las huestes de Lientur y Butapichón. En el caso de Nacimiento, Butapichón reunió 1.500 guerreros montados, asegura Carvallo, asediando el fuerte y poniendo en serios aprietos a los defensores. De no mediar la llegada del Gobernador con 600 españoles, la masacre habría sido total. Los mapuches escaparon llevándose dos cañones de bronce, todas las armas de reserva, la ropa y todo lo que contenía la plaza. Gracias a la denuncia del cacique Tarpellanca se logró reprimir el levantamiento de Catiray y Talcamávida. 
Lientur, atravesando hacia el este la cordillera de los Andes, a través del Puelmapu, nuevamente entró en el Butalmapu a través de otro paso cordillerano, sin que Fernández de Rebolledo, que lo siguió a través de los Andes, consiguiera alcanzarlo, o el gobernador, que lo esperaba en los pasos cordilleranos, lo descubriera. Fray Jerónimo de Oré, obispo de Concepción presionó fuertemente al gobernador para que cambiara su táctica y volviera a la estrategia de Ribera concentrando las fuerzas en la línea del río Biobío, que había dejado casi desguarnecida. Lo hizo oportunamente ya que los mapuches habían concentrado fuerzas para atacar pero al ver la concentración de fuerzas españolas se retiraron, como era su costumbre, para esperar un mejor momento.

## Batalla de Las Cangrejeras
El Gobernador trató de reorganizarse. Las sublevaciones mapuches estallaban por doquier y las incursiones aumentaban en número y en audacia. Lientur cayó a través de los Andes a Chillán. El Corregidor de Chillán, capitán Gregorio Sánchez Osorio salió en su persecución. Lientur hizo como que escapaba, pero en un momento giró en 180° envolviendo a los españoles y derrotándolos completamente. El corregidor, un hijo, un yerno y 7 soldados quedaron muertos en el campo de batalla. El sargento Mayor Juan Fernández Rebolledo, salió al encuentro de Lientur para impedirle el paso del río Laja. Lientur entretuvo a Fernández por más de un mes mientras reunía fuerzas.
Al sentirse con la fuerza adecuada, eligió el lugar del enfrentamiento en las márgenes del estero Yumbel, a 5,6 km al norte de Yumbel en un sitio llamado Las Cangrejeras. Fernández Rebolledo, aburrido de un mes continuo de ser burlado, había perdido la paciencia y se había resuelto librar batalla donde lo encontrara. Los ejércitos se avistaron el 15 de mayo de 1629 en medio de un severo temporal de viento y lluvia. Lientur, comprendiendo la ventaja táctica de que las cuerdas de los arcabuces no encenderían bajo la lluvia, abandonó la posición que había escogido y atacó a los españoles (que estaban a media formación) en una maniobra de pinzas perfecta, con la infantería al medio y la caballería en los flancos. Fue un combate feroz exclusivamente con armas blancas que duró media hora. La infantería española, rodeada por todos lados quedó destruía en pocos momentos. Setenta españoles quedaron muertos en el campo de batalla, y los mapuches se llevaron prisioneros a los 36 restantes. 
Entre de los prisioneros estaba el capitán Francisco Núñez de Pineda y Bascuñán quien describiría más tarde esta batalla y su estadía entre los mapuches, en su libro Cautiverio feliz. En él cuenta los días realmente hermosos que pasó con los mapuches en Repocura donde fue llevado por el cacique Maulicán, quien le brindó paternal protección cuando algunos indios lo querían matar, en represalia del bárbaro trato dado por los huincas a ellos y sus familias, siendo prisioneros de guerra.

## Continua el infortunio del Gobernador
La mala suerte del Gobernador no había concluido. El buque que despachó desde Concepción al Perú naufragó en las afueras de El Quisco el 3 de junio de 1629 ahogándose 65 tripulantes. Además, llegaban noticias a Lima de una supuesta alianza entre los mapuches y los holandeses. Fernández de Córdoba y Arce, desmoralizado, ya sólo pensó en entregar cuanto antes el gobierno a su sucesor, Francisco Laso de la Vega.
Fernández de Córdoba y Arce, en un último intento de recuperar algo de prestigio y no dejar la imagen de un total fracaso para su administración salió de Concepción el 1 de octubre y estableció su cuartel general en el fuerte de San Luis, preparando invadir con sus fuerzas los tres Butalmapus. El maestre de campo Alonso de Córdoba y Figueroa marchó por Tucapel hasta el Cautín y las ruinas de La Imperial con 1.200 españoles y auxiliares que mataron 30 indios y capturaron 200, junto a la recuperación de miles de cabezas de ganado. El sargento mayor Rebollero salió del fuerte San Felipe de Austria y marchó por Nacimiento, Colue, Charcienco y Quechereguas, los locales se retiraron a los cerros y volvió recuperando cabezas de ganado.
El gobernador mismo por su parte salió de San Luis con 1.200 hombres entre españoles y yanaconas, recorrió Angol y Purén, cruzó el Cautín y saqueó la comarca de Maquegua, logrando un gran botín se optó por regresar. Pero en su camino se encontró con Butapichón en Quillin quién le presentó batalla con 3.000 guerreros. El primer choque desordenó las filas españolas, necesitando sus oficiales un gran esfuerzo para reorganizarse. Tras esto los hispanos usaron su artillería para romper las filas enemigas forzando a Butapichón a retroceder con parte del botín y algunos prisioneros. Sin embargo, los españoles consideraron el enfrentamiento como una victoria. El gobernador volvió a San Luis victorioso el 3 de noviembre y de ahí a Concepción donde entregó el mando a su sucesor el 23 de diciembre.

## En el Diccionario Geográfico de Chile de 1897
Cangrejeras (Las).-—Sitio del departamento de Rere en la serranía cercana hacia el NE. de Yumbel, célebre porque en este lugar quebrado y estrecho, y atravesado por un arroyo mediano se trabó un combate, el 15 de mayo de 1629, entre fuerzas de la guarnición de esa entonces plaza de armas y las hordas araucanas del atrevido Vutapichún, que resultó en la derrota de aquellas. Cayó aquí prisionero y fue retenido cautivo entre los indios el capitán Don Francisco Nuñez de Pineda y Bascuñan, autor del Cautiverio feliz y Guerras dilatadas de Chile, hasta su rescate en 29 de noviembre de ese año. Cangrejera es lugar de cangrejos.
Francisco Solano Asta-Buruaga y Cienfuegos, Diccionario Geográfico de la República de Chile (1897 )